# جين تايلور (كاتبة)
جين تايلور (بالإنجليزية: Jane Taylor)‏ (19 أبريل 1956)؛ روائية جنوب أفريقية.